# 巢蜜

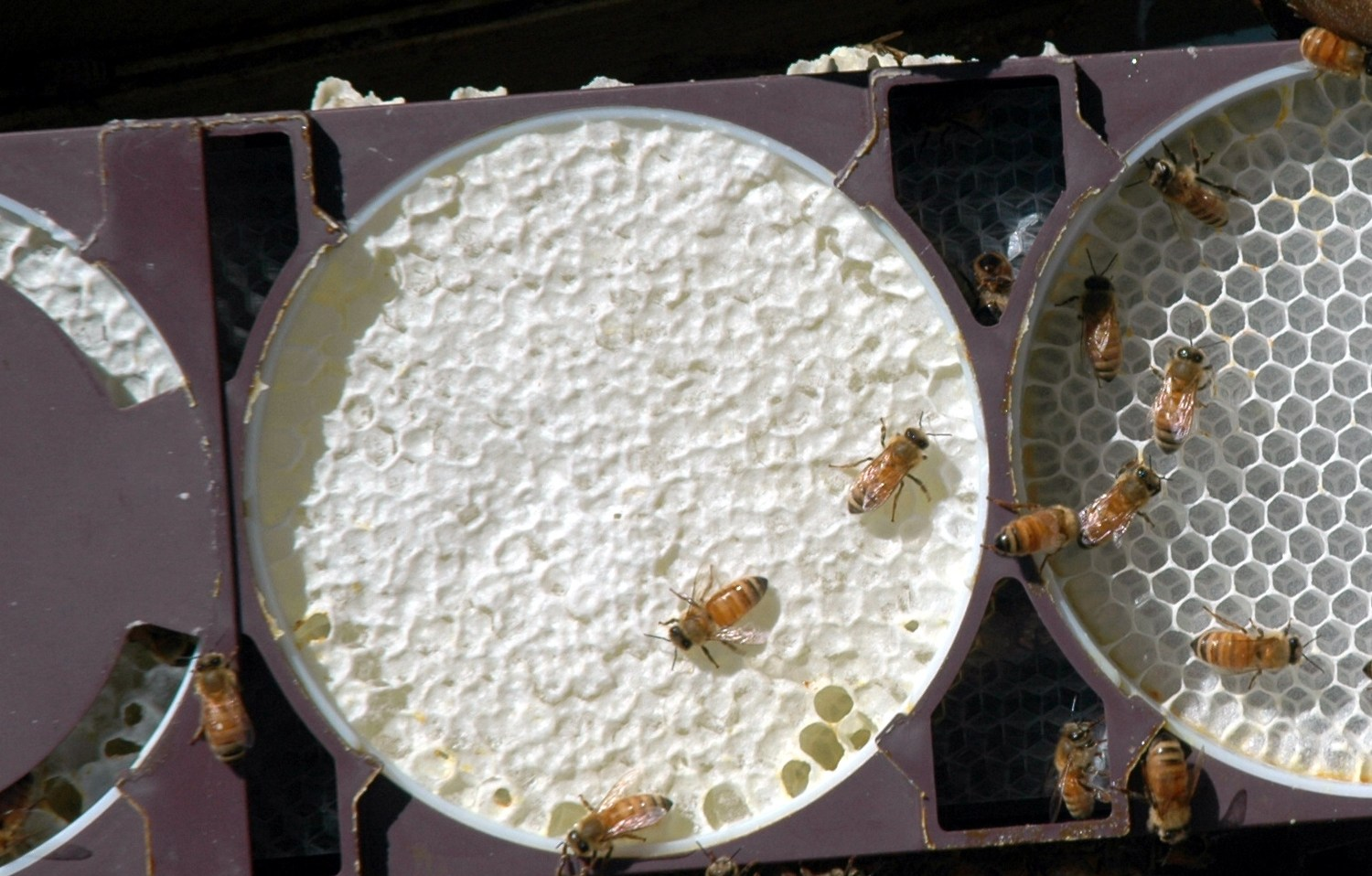
使用圓形巢蜜繼箱的巢蜜生產部件。圖中央的蜂巢已裝滿了，而圖右的蜂巢還在填滿中。

巢蜜，又称蜂巢蜜或格子蜜，是完好地保存在巢脾中的食用蜂蜜。巢蜜水分含量较少，是成熟的蜂蜜，品质较分離蜜為高，可直接食用。由于有蜂蜡自然的保护屏障，保持了蜂蜜的风味和香味，且可保存较长时间不会变质。巢蜜的价格比普通蜂蜜价格高。
在過往蜂蜜抽取機未發明之前，幾乎所有產出的蜂蜜都是巢蜜。今日，由於較方便食用，大多數生產出來的都是分離蜜，但巢蜜也很普遍，還會跟分離蜜混合製成混合块蜜出售。

## 蜂巢管理

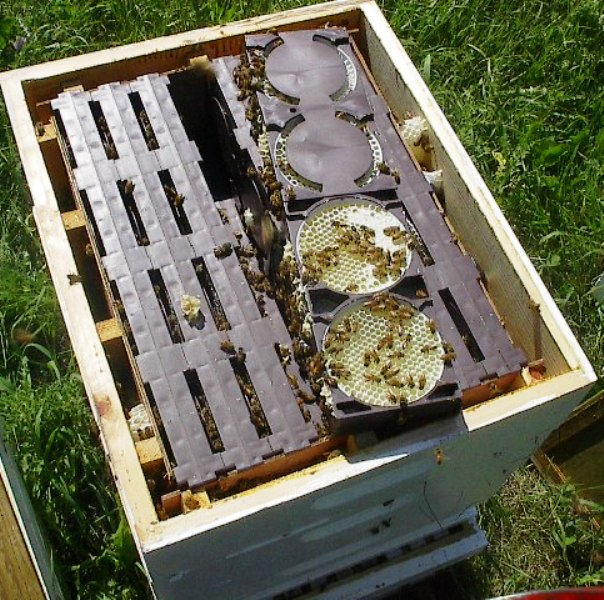
把蜂箱打開後，可以看到原來放置在圓形巢蜜繼箱的巢蜜格和巢框。

為避免蜂蛹現象出現，養蜂者都會透過增減移走巢框來控制蜂群的大小。

## 脚注
1. 1 2  . 明報. 2009-04-23  [2011-12-02]. （原始内容存档于2019-06-12） （中文（繁體））.
2. ↑  . 2010-03-17  [2011-12-01]. （原始内容存档于2012-03-09） （中文（简体））.